# Winchester modèle 1886

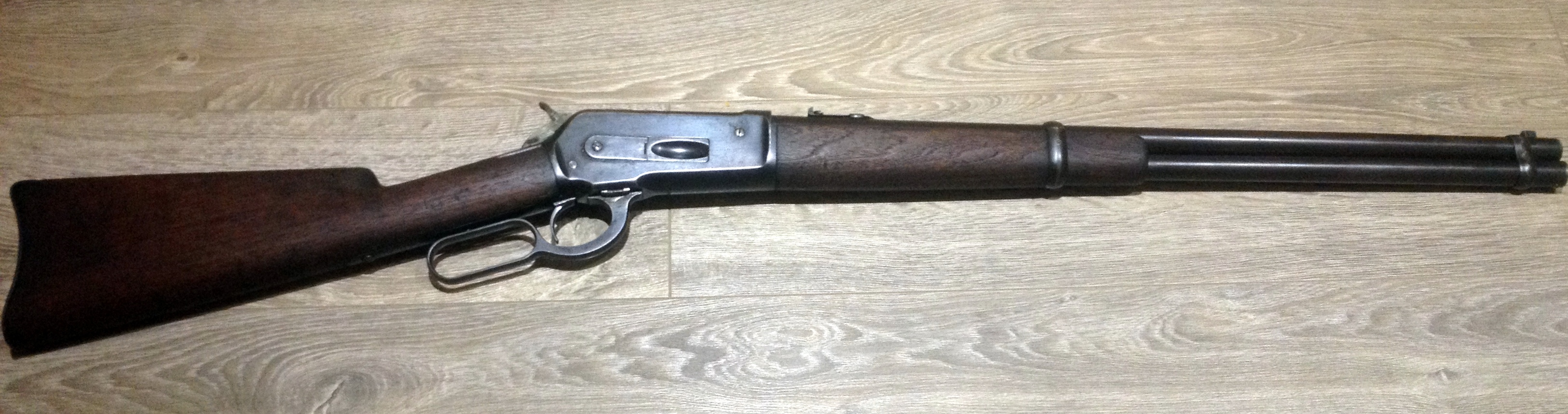
Carabine de selle Winchester Model 1886 en calibre 45-90 WCF

La Winchester Model 1886 est une carabine à levier de sous-garde produite à environ 160 000 exemplaires par la Winchester Repeating Arms Company et commercialisée de 1886 à 1935. Elle fut conçue par John Moses Browning pour supporter les calibres les plus puissants de l'époque. Initialement chambrée en 45-70 Government, 45-90 WCF et 40-82 WCF, elle fut proposée plus tard dans une demi-douzaine d'autres gros calibres, dont le 50-110 Winchester. Bien que conçue à l'origine pour tirer de la poudre noire, la mécanique était suffisamment robuste pour passer à la poudre sans fumée moyennant juste quelques modifications mineures et l'utilisation d'un canon éprouvé fabriqué en acier au nickel. Elle fut ainsi chambrée à partir de 1903 pour la nouvelle cartouche de 33 WCF.

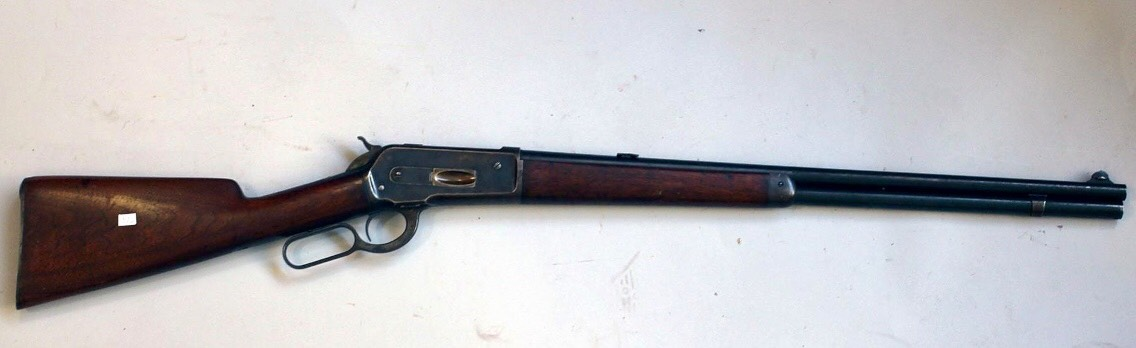
Rifle Winchester Model 1886 en calibre 33 WCF

## Histoire
La Winchester 1886 est une réponse à la tendance de l'époque visant à chambrer des calibres puissants destinés aux plus gros gibiers (bison, ours, orignal...). Elle possédait pour cela un tout nouveau verrouillage de culasse, beaucoup plus robuste que le système à genouillère de la Winchester modèle 1876, lui même hérité du système Henry de 1860. Elle fut conçue par John Moses Browning, dont le partenariat avec la firme Winchester des années 1880 au début des années 1900 fut extrêmement fructueux. William Mason y contribua également, en apportant quelques améliorations au concept original de Browning. Par beaucoup d'aspects, la 1886 était un vrai fusil "express" américain, qui pouvait être chambré dans les cartouches à poudre noire les plus puissantes de l'époque : non seulement le .45-70, mais aussi le 45-90 WCF ou l'énorme "cartouche à bison" 50-110 Express. Le mécanisme était suffisamment robuste pour qu'un canon en acier au nickel soit la seule modification requise pour utiliser des munitions à poudre sans fumée, tel le 33 WCF qui fit son apparition au catalogue en 1903.
La production cessa à partir de 1928. Cependant, afin de remplacer conjointement au catalogue les Model 1886 et Model 1895, Winchester produira à partir de 1935 et jusqu'en 1958 une version légèrement modifiée de la Model 1886 : la Winchester Model 71 qui utilisera un nouveau calibre encore plus puissant : le 348 Winchester.
Peu de temps après l'apparition de la Model 1886, Browning conçut la très populaire Winchester Model 1892, remplaçante de la 1873, et qui n'est autre qu'une version miniature de la 1886 adaptée aux petites cartouches de revolver (25-20, 32-20, 38-40, 44-40...).

## Technique

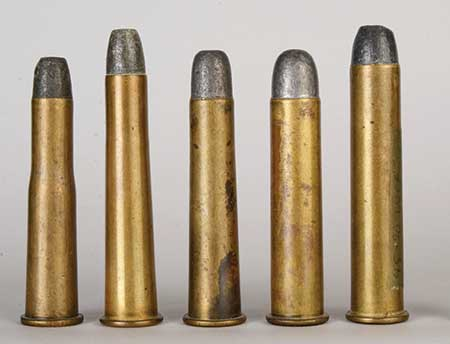
Quelques-uns des principaux calibres de la Winchester Model 1886. - Photo du haut, de gauche à droite : 38-56 WCF, 38-70 WCF, 40-65 WCF, 45-70 Government, 45-90 WCF
- Photo du bas : 33 WCF en boite de 20 produite par la WINCHESTER REPEATING ARMS CO (W.R.A. CO) jusqu'en 1940.

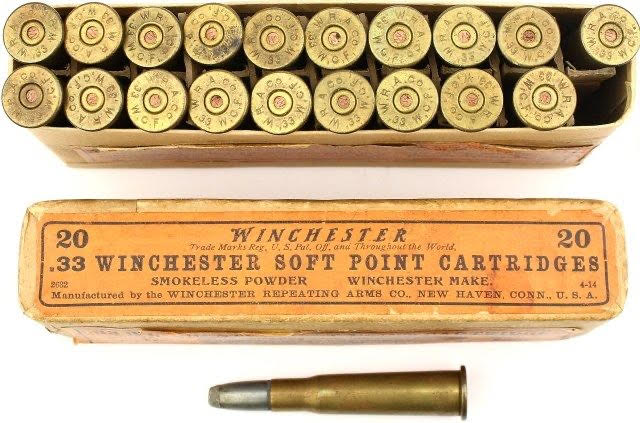

Cette carabine à levier de sous-garde est construite en acier, avec des garnitures en bois. Le magasin est tubulaire, placé sous le canon et peut être de longueur variable. L’éjection des douilles se fait par le haut de l’arme. Le canon est soit rond, soit octogonal. Les organes de visée sont simples : hausse à crémaillère et guidon à lame, mais de nombreuses options existaient au catalogue (dioptres, hausse à feuillets, guidon-tunnel...). Certains modèles peuvent même recevoir une lunette de visée. La plupart sont en acier bleui.
Le mécanisme robuste a été inventé par John Moses Browning. Il s'inspire du système des fusils Sharps à bloc tombant. Sauf que  ce n'est pas la culasse qui s'abaisse sous l'effet du levier de sous garde mais seulement deux verrous verticaux. Ces deux verrous coulissent dans deux rainures des parois internes de la boite de culasse. En position haute ils bloquent la culasse grâce à deux évidements latéraux de la culasse dans lesquels ils s'encastrent. La culasse recule horizontalement quand les deux verrous sont escamotés vers le bas. Ce mouvement éjecte la douille de la cartouche tirée et re-arme le chien.
L'usine proposait plusieurs longueurs de canons :  20 pouces (510 mm), 22 pouces (560 mm), 24 pouces (610 mm), 26 pouces (660 mm)ou 28 pouces (710 mm).
Enfin le fabricant proposait des modèles démontables (take-down).

## Diffusion
Les chasseurs de gros gibier furent les principaux utilisateurs de cette grosse carabine. Ainsi Manufrance la vendit de 1890 à 1914 pour  les explorateurs et les chasseurs de fauves.
Néanmoins quelques Rough Riders l'ont employée en calibre .45-70 lors de la guerre hispano-américaine à Cuba en 1898. Au début de la première guerre mondiale, le Royal Flying Corps britannique commanda des modèles 1886 en calibre 45-90, avec des munitions spéciales incendiaires, destinées à enflammer l'hydrogène des ballons allemands.

## Données techniques des carabines de chasse vendues parManufrance
- Munitions: .50-110  (.40-82 WCF pour les armes vendues avant 1895).
- Longueur totale : 1,19 m.
- Longueur du canon : 66 cm. .
- Masse de la carabine vide: 3,9 kg (4 kg en version démontable)..
- Capacité du magasin : 8 (.50) ou 10.
- Prix de vente dans le catalogue 1910 : 185 à 205 Francs-or.